# Patriotiska koalitionen för förändring
Patriotiska koalitionen för förändring, Coalition des Patriotes pour le Changement (CPC) är en allians av rebellgrupper i Centralafrika.
CPC har anklagat president Faustin-Archange Touadéra för att försöka manipulera president- och parlamentsvalen den 27 december 2020.